# Textile sanitaire

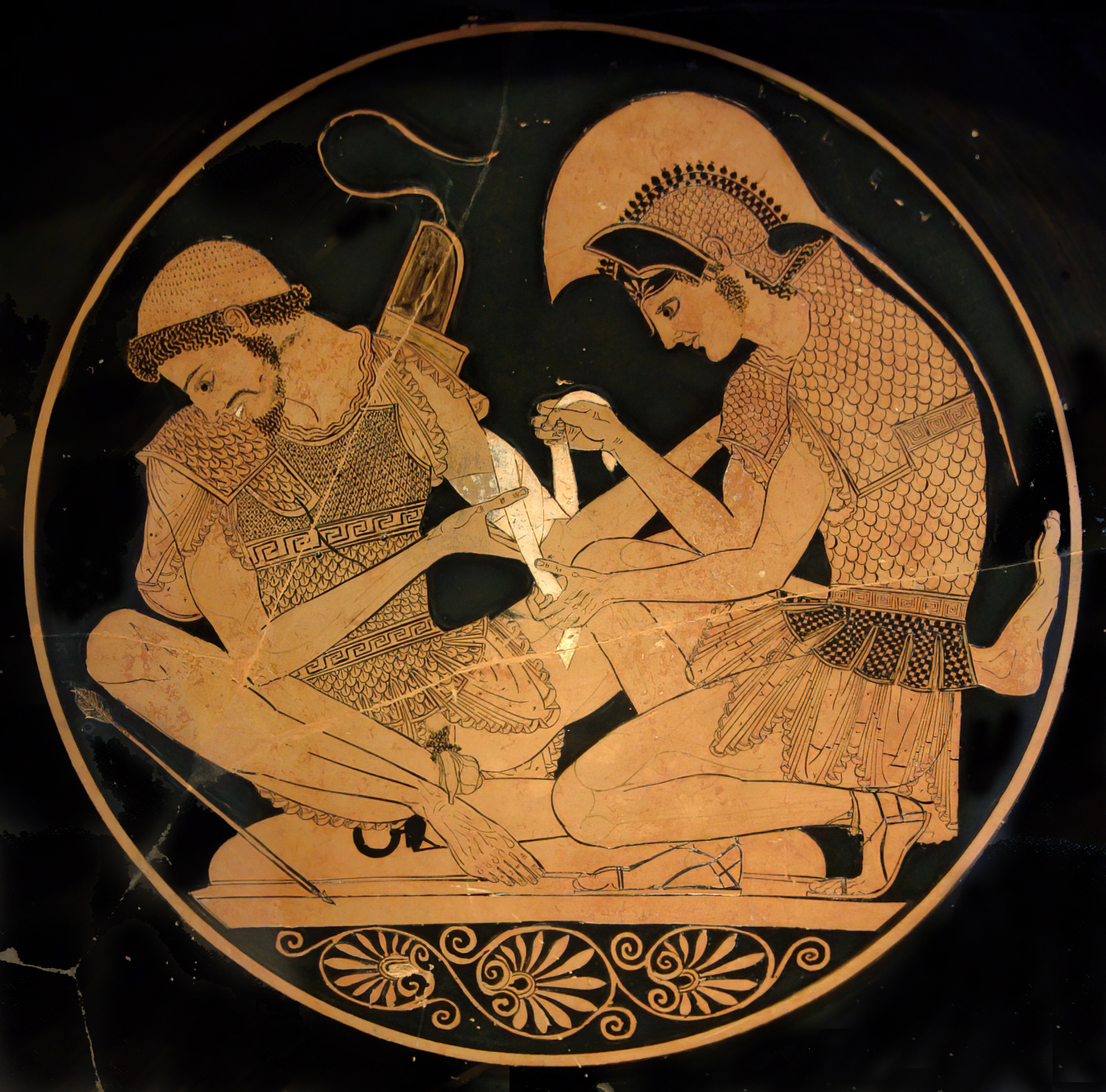
Vase grec ancien montrant Achile bandant le bras blessé de Patrocle (attribué à Sosias et conservé à Berlin)

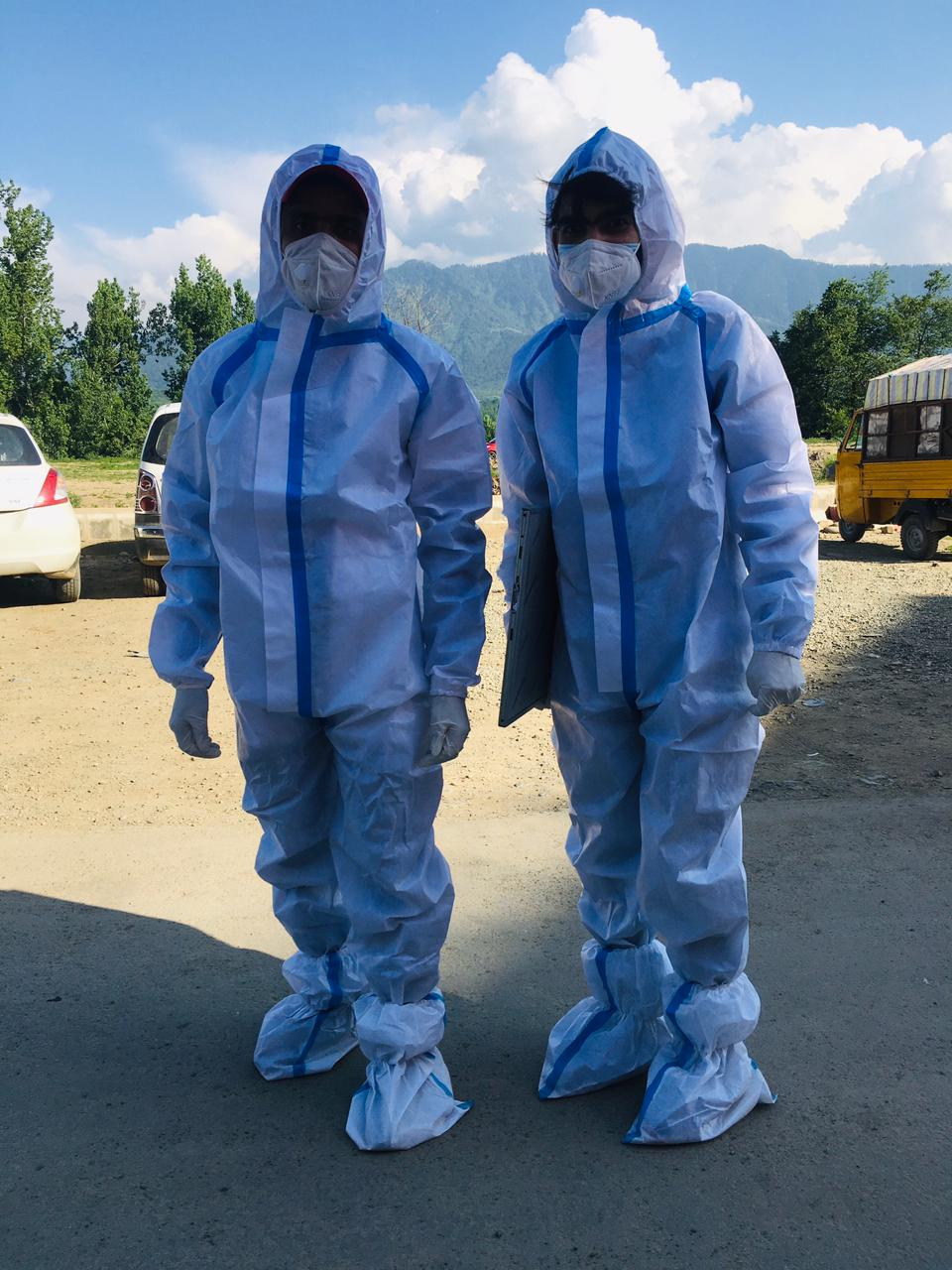
Kit jetable de protection sanitaire (textile technique, non tissé)

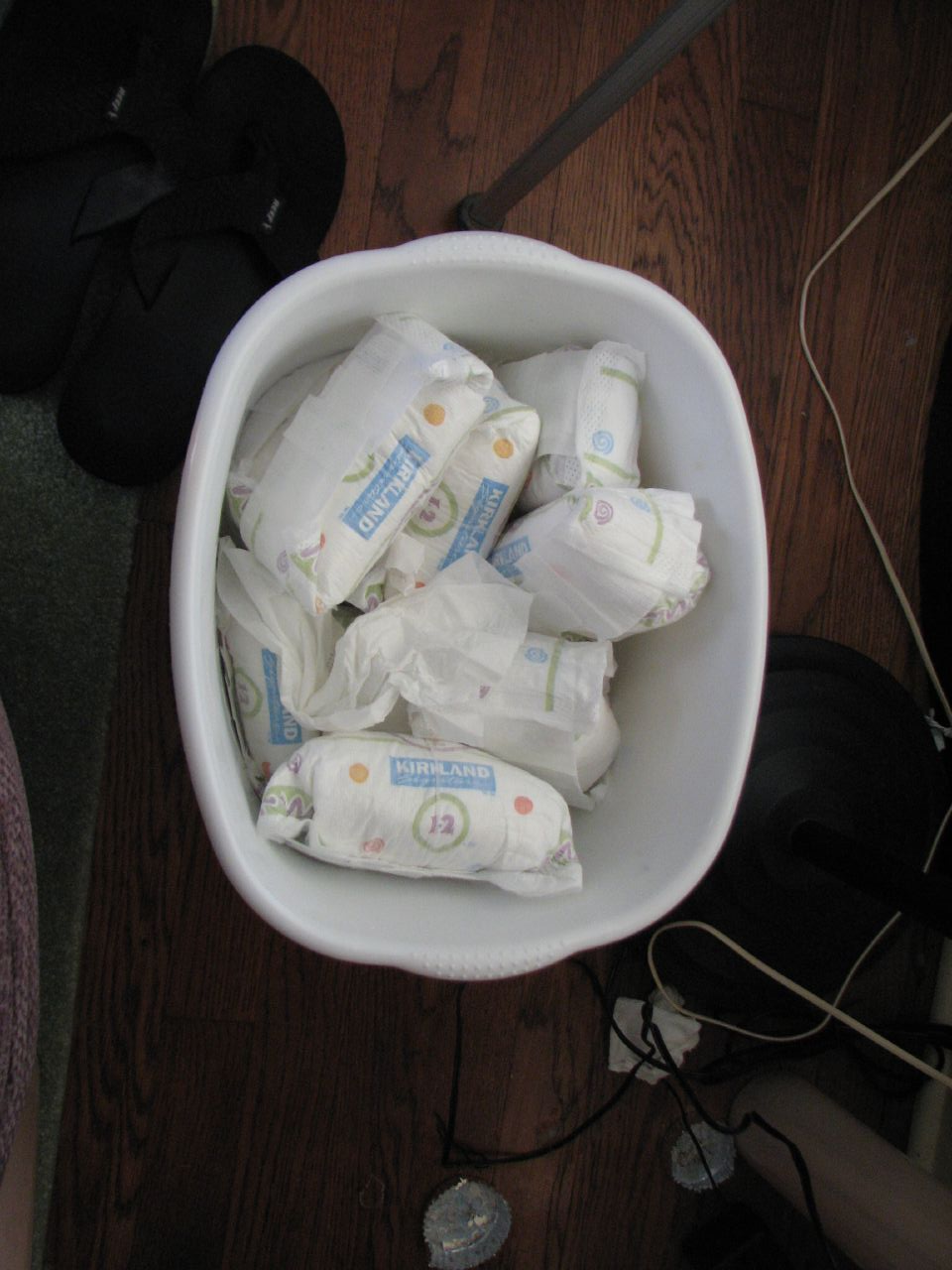
Couches usagées dans une poubelle, notamment constituées de polypropylène ou en polyéthylène et de non-tissés en polypropylène ou polyester

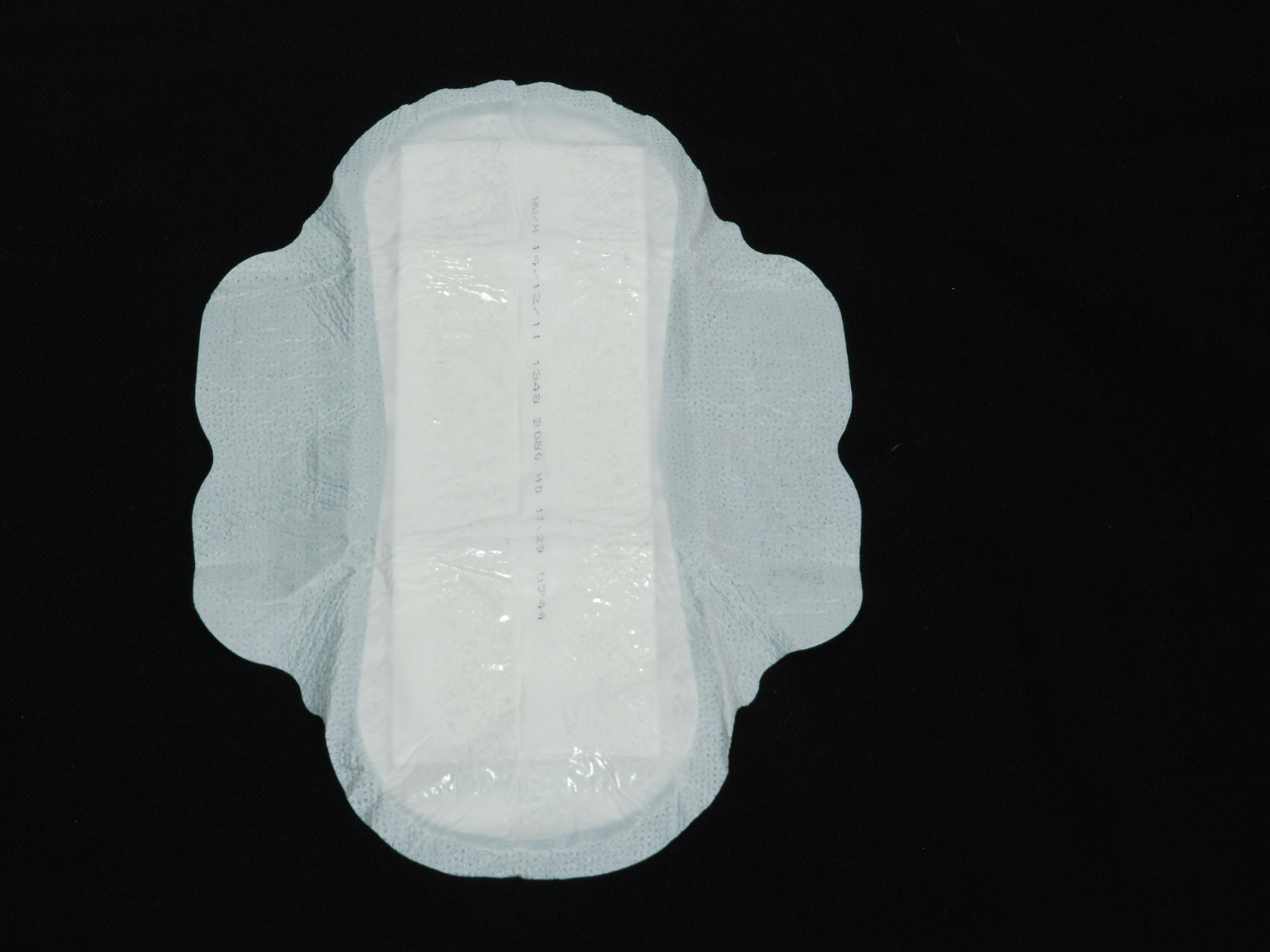
Exemple de protection féminine, jetable

Un textile sanitaire (ou linge institutionnel, incluant le textile médical) est un textile classique ou textile technique utilisés dans le domaine de l'hygiène et de la santé, parfois spécifiquement pour des applications médicales, chirurgicales, paramédicales. Souvent à usage unique, il fait l'objet de normes et de régulations, et d'une réglementation spécifique.
Il sert par exemple à fabriquer des vêtements de protection (uniforme médical, charlotte et masque chirurgical y compris), des bandages, certains implants, des draps et linges chirurgicaux, les vêtements du personnel, les blouses des patients, le linge de lit du patient, mais aussi le linge et les lingettes de toilette, le linge de maison, le linge d’entretien des surfaces et d’autres produits (nappes, serviettes en papier ou non-tissé). Selon ses usages, il doit répondre à des exigences plus ou moins strictes, en termes de qualité physicochimique, de sécurité, de confort, et de performance. Il doit enfin faire l'objet d'une gestion particulière une fois utilisé ou en fin de vie (concernant le textile médical, il devient alors un déchet médical, et s'il est susceptible (fomites) d'avoir été contaminé par des virus, bactéries, parasites, prions..., on parle de DASRI (Déchets d'activités de soins à risques infectieux et assimilés) en France. La filière REP textiles sanitaires à usage unique s'inscrit dans le cadre des nouvelles dispositions de la loi AGEC (qui renforce les obligations des producteurs sur l’ensemble du cycle de vie des produits).

## Classification
On distingue généralement : 
1. Les produits d’hygiène absorbants lavables ou réutilisables : 
- couches lavables, protections périodiques lavables, culottes menstruelles, etc. 
- Les cotons-tiges réutilisables
- Les lingettes en tissu réutilisables
- Les lingettes et supports non-pré imbibées réutilisables
- Les équipements de protection individuelle, linges et vêtements réutilisables : Drap, alèse, lavette non tissé lavable, masque en tissus
2. Le textile sanitaire à usage unique 
- Il est défini[note 1] par l'Ademe comme tout produits d’hygiène (y compris lingette papier de type Essuie-tout, mouchoir et papier toilette, mais aussi produits d’hygiène absorbants comme les couches-bébé ou protections périodiques, les lingettes en tissus non-tissé.. ou encore les équipements de protection individuelle (EPI) et linges et vêtements jetables. 
Rien qu'en France métropolitaine et dans les DROM-COM, ces « textiles sanitaires à usage unique » représentent, selon l'Ademe, environ 1 200 kilotonnes (kt) de produits mis sur le marché chaque année, et 2 440 kt de déchets par an[1]. Un enjeu est de réduire la quantité de textiles sanitaires à risque dans les ordures ménagères résiduelles (OMR) tout en développant pour ces matières des collectes séparées avec un taux de valorisation matière élevé, et une valorisation énergétique pour ce qui ne peut être ni recyclé ni réutilisé[1].

Sont exclus de ces deux catégories : Les produits à usage unique non fibreux (par exemple en silicone, en nitrile, en latex ou en matière plastique non fibreuse telle que le vinyle). parmi ces derniers, on trouve notamment certains équipements de protection individuelle (EPI), les vêtements jetables et les protections en matière plastique non fibreuse (par exemple les gants jetables en latex ou nitrile) ; les dispositifs médicaux en matière non fibreuse : préservatifs, lentilles de contact, visières ; 
les mandrins de produits en rouleau et les applicateurs de tampons périodiques sont inclus dans le périmètre de la REP des emballages ménagers. Les équipements de protection individuelle chimique (par exemple utilisés par les applicateurs de biocides et autres pesticides) relèvent eux des filières de l’agrofourniture.

## Enjeux
Outre un enjeu économique (selon l'Ademe, vers 2015, rien qu'en France, le seul marché des articles d’hygiène papier, des articles absorbants et de solutions non-tissés à usage médical et sanitaire, correspond à plus d'une cinquantaine de fabricants et à un chiffre d’affaires d’environ 2,8 milliards d’euros, et le coût actuel de gestion des déchets de l’ensemble des textiles sanitaires à usage unique pour l’ensemble de ces circuits est évalué à une somme comprise entre 720 et 800 M€ par an), parmi les principaux enjeux figurent :

### Sécurité sanitaire et épidémiologiques
Dans le monde hospitalier et vétérinaire notamment, les textiles médicaux jouent un rôle crucial dans la protection des « patients » et du personnel médical ou vétérinaire. Ces textiles comprennent des dispositifs médicaux textiles devant être stériles, voire "antimicrobiens", destinés à prévenir la contamination, les recontamination et limiter le risque nosocomial. Ils doivent aussi être disponibles en quantité suffisante et là et quand il faut, notamment en période de pandémie ou de risque pandémique comme on l'a constaté lors de la pandémie de Covid-19, où certains services hospitaliers ont manqué de tenues de protection.

### Confort
Ils doivent être non-allergénisants et confortables à porter, surtout pour les personnels ou patients qui les utilisent pendant de longues périodes.

### Durabilité, soutenabilité, homologations
Ces textiles doivent rigoureusement résister aux usages médicaux et aux cycles de lavages/étuvage et/ou autres moyens de désinfections.
De l'écoconception en amont, à la lutte contre le rejet de déchets dans la nature, des enjeux de valorisation matière existent, notamment quand une collecte séparée semble possible grâce à un gisement concentré.

### Innovation
Le domaine des textiles technique est en évolution constante. Le développement de nouveaux matériaux et technologies nouvelles (on parle par exemple maintenant de tissus intelligents et/ou connectés) est l'un des enjeux de la Recherche médicale et technique.

## Gestion du Risque, collecte séparée, élimination en fin de vie, REP
La gestion des risques liés aux textiles médicaux comprend plusieurs aspects ; elle commence par une évaluation des risques liés à l’utilisation des textiles médicaux (réactions allergiques, infections...), et idéalement par une phase d'écoconception. 
Ensuite, conformément aux approches de type HACCP, le linge doit toujours transiter en deux flux principaux devant rester physiquement séparés l'un de l'autre : le linge propre et le linge sale ou contaminé, en respectant le principe de la marche en avant, pour éviter tout contact entre le linge propre et un linge potentiellement contaminé. Le pré-tri du linge par le personnel soignant diminue les surcoûts financiers et le risque de blessure avec des objets contaminés. 
La gestion du linge en interne est courante, permettant notamment de ne pas faire circuler du linge contaminé : ainsi 80 % des hôpitaux français ont leur propre blanchisserie, qui peut être mutualisée au sein d'un groupement de coopération sanitaire, avec parfois aussi un système de destruction des matières contaminées (incinérateur).

### Élimination
Les textiles médicaux sont souvent contaminés ou potentiellement porteurs de biocontaminants ou de résidus de médicaments, désinfectants, etc. 
Ils doivent donc être éliminés de manière appropriée, dans des filières spécialisées, et dans le respect des réglementations sanitaires et environnementales. Il existe des collectes séparées, voire un recyclage pour certains produits (recyclage des masques et EPI principalement), il est courant que des déchets de textiles sanitaires à usage unique soient retrouvés dans les ordures ménagères résiduelles (OMR) collectées par le service public, de même que certains dispositifs de soin, ils sont retrouvés dans les collectes des déchets résiduels des établissements de soin. Certains sont acceptés dans la collecte des biodéchets. D'autres sont illégalement ou de manière inappropriée rejetées dans le réseau d’assainissement des eaux voire abandonnée dans la nature.
En 2024, on manque encore de données sur la compostabilité des produits d’hygiène absorbants et il n'y a pas de norme définissant cette compostabilité (la norme EN 13432 s’applique aux emballages compostables ; la norme EN14995 s'applique aux matières plastiques, hors emballages, et exige un seuil de biodégradation de 90 %, mais quid des 10 % restants ? se demande l'Ademe, notamment quand il s'agit des super-absorbants, et quid de la bioaccumulation durant le phénomène de compostage ou de la valorisation du compost ? La norme EN14995 impose d'analyser la désintégration avec un seuil de coupure de 2 mm : mais quid de ce qui est sous ce seuil, qui n'est pas pris en compte et pourrait se retrouver dans les sols agricoles et dans l'eau suite au ruissellement. Les risques liés à la dispersion de microplastiques et nanoplastiques ou autres nanoproduits dans l'environnement est encore mal cerné.
En outre la norme EN14995ne prévoit pas d’évaluation d’écotoxicité, alors que certains additifs plastiques, parfois très présents dans le polymère sont clairement écotoxiques ou PE mais non intégrés dans le processus d'évaluation de la compostabilité. De plus, les tests de compostabilité sont faits en laboratoire et non en situation réelle d’utilisation (l'Ademe a déjà montré que le compost domestique et industriel de sacs en plastique dits "compostables" ne se fait pas aussi bien qu'en ce qu'annonce les fabricants ; « on peut penser que les mêmes problèmes se poseront avec les produits d’hygiène absorbants ».
La gestion du linge réutilisé représente une part significative des budgets des établissements, et de nombreux emplois, qui jouent un rôle crucial pour garantir la qualité et la sécurité des soins.
En France, en 2024, il était prévu qu'un système de REP (Responsabilité élargie du producteur (REP) rende les fabricants de textiles médicaux responsables de la gestion de la fin de vie de leurs produits, y compris le recyclage et l’élimination sécurisée, mais en fin d'année, l’État semble revenir en arrière pour réduire cette REP aux seules lingettes, « laissant de côté l'essentiel des déchets générés par les textiles sanitaires jetables. À la clé, une réduction par plus de vingt des financements versés aux collectivités ». L'Ademe a suggéré que la contribution à l'élimination soit modulée, augmentée pour les textiles sanitaires contenant du chlore (susceptible de produire des dioxines et furanes lors de leur combustion, d'autres additifs chimiques ou substances indésirables, dont résines synthétiques (plastiques) et produits perturbant le recyclage des matières et/ou leur compostage.

## Réglementation européenne sur les textiles sanitaires et médicaux
Elle est principalement régie par la directive 93/42/CEE du 14 juin 1993 relative aux dispositifs médicaux (DM) puis par le règlement (UE) 2017/745 relatif aux dispositifs médicaux, et qui vise à garantir la sécurité et la performance des dispositifs médicaux, dont les textiles utilisés dans le domaine médical. En particulier :
- un Marquage CE : obligatoire, il indique la conformité aux exigences de sécurité et de performance de l’UE. Pour l'obtenir, les fabricants doivent passer une évaluation de conformité avant la mise sur le marché ;
- Traçabilité : tout dispositif médical doit avoir un identifiant unique (UDI) tout au long de son cycle de vie.
- Surveillance post-commercialisation : « Comme pour les médicaments, les dispositifs médicaux font l’objet d’une surveillance avant, pendant et après leur mise sur le marché » et les fabricants doivent signaler tout incident ou problème de sécurité.

Plus largement, il s'agit de collecter et traiter les lingettes préimbibées pour usages corporels et domestiques, conformément à la directive SUP (pour Single-Use Plastics) de 2019 qui prévoit la création d'une filière REP sur ces produits avant fin 2024.

### Réglementation française
La Loi AGEC (n° 2020-105 du 10 février 2020 relative à la lutte contre le gaspillage et à l'économie circulaire) crée en 2020 une filière REP pour les textiles sanitaires à usage unique (TS2U), y compris les lingettes pré-imbibées pour usages corporels et domestiques, à compter du 1er janvier 2024. L'ADEME a produit en 2023 une étude de préfiguration (état des lieux, préfiguration de la future filière REP). En Juillet 2024, le gouvernement a présenté et mis en consultation via le ministère de la Transition écologique un projet de décret instaurant une REP TSUU (ou TS2U) devant couvrir tous les textiles sanitaires jetables, sauf le papier toilette.